# 撥雲見日
《撥雲見日》（英語：Sudden Impact）是一部1983年美國動作犯罪驚悚片，由克林·伊斯威特執導和監製，喬瑟夫·史丁森編劇。該片為1976年電影《全面追捕令》的續集，以及「骯髒哈利系列電影」的第四部作品，並由伊斯威特和桑德拉·洛克主演。其劇情描述一名輪姦受害者珍妮佛的故事，她決定在遇害發生的十年之後向強暴犯們展開報復。與此同時，由伊斯威特主演的舊金山警察局（SFPD）督察哈利·卡拉漢被調職到聖保羅後，開始調查這名連環殺手；但卡拉漢在調查這起謀殺案的過程中，他和珍妮佛產生的曖昧的情愫，且自己也深陷圍繞於謀殺的謎團之中。
《撥雲見日》於1983年12月9日在美國上映，儘管評價褒貶不一，但其票房成績則是該系列中最佳。續集《賭彩黑名單》於1988年上映。

## 劇情
大學時期的藝術家珍妮佛·史賓瑟和她的妹妹在被女性朋友雷·帕金斯背叛後，遭到一群年輕的男性強暴。由於這起強暴使珍妮佛的妹妹在身體和精神方面受到強烈的創傷，而至今處於植物人的狀態。十年後，珍妮佛開始尋找當年的那群強暴犯和帕金斯，以展開報復。她在車裡殺死了一名強暴犯，並開槍攻擊了他的生殖器。由於舊金山警察局的調查，使她離開了舊金山。搬到聖保羅後，珍妮佛看到了旋轉木馬和海灘附近的木板路下方，便開始回憶起自己和妹妹在當年晚間被那群男性強暴的回憶。
與此同時，SFPD重案組督察哈利·卡拉漢因一名法官再次駁回了一起案件而感到沮喪，法官認為他無理搜查和扣押了一名嫌疑人。後來，在他最喜歡的餐館中，卡拉漢殺了三名劫匪。當倖存的一名劫匪挾持著一名人質時，卡拉漢用他的.44麥格農瞄準了這名劫匪，並說出「來吧，讓我也高興高興」來挑戰他，看誰會先開槍。劫匪最後選擇投降。之後，卡拉漢到犯罪老大斯雷基斯的孫女之婚禮上為了要斯雷基斯認罪，而一一將其謀殺的惡行說出來，但卻讓對方心臟病發死去。卡拉漢的上司唐納利中尉和其他憤怒的高官很不滿他「用非傳統的方法...得到了結果」的行徑，因此他們要求卡拉漢去「度假」。沒上班的卡拉漢向他的同夥賀拉斯展現了.44自動麥格農手槍的威力。但卡拉漢的放鬆時刻相當短暫，斯雷基斯的四名手下乘坐豪華轎車開槍襲擊他，使卡拉漢獨自反擊殺光了三人，但被一個人逃走。之後，被駁回的案件的嫌疑人和他的朋友也襲擊了卡拉漢，他們扔了兩瓶汽油彈到卡拉漢的車內。但卡拉漢反將其中一瓶還未燒完的汽油彈扔回對方的車上，使他們的車駛入海邊而死。因此，唐納利中尉立即要求卡拉漢前往聖保羅調查男性被殺的案件，這項任務也是為了保護卡拉漢和平民。正如唐納利所言，「人們有種在你身旁就會死的壞習慣。」
抵達聖保羅時，卡拉漢為了追逐一名強盜而造成市區一團亂。此魯莽行徑引起了當地警察局長萊斯特·傑寧斯的不滿。當卡拉漢與他的牛頭犬（賀拉斯所贈）在慢跑時，牛頭犬不小心撞倒了騎著自行車的珍妮佛。回到旅館後，卡拉漢成為了先前逃走的斯雷基斯手下之一的目標，便在牛頭犬的提醒下開槍殺死了對方。同時，珍妮佛在沙灘上殺害了第二名強暴男克魯格。儘管卡拉漢得知了其犯罪手法，但傑寧斯局長拒絕與知名的「大城市人物」合作。
卡拉漢得知下個受害者和當地人物雷·帕金斯是傑寧斯局長的兒子阿爾比的朋友。帕金斯指出，得知自己已經有兩位友人死去便警告另外兩人（泰隆和米克）。在和克魯格的兄弟艾迪和卡爾交涉過後，卡拉漢再次在一家露天咖啡館遇見珍妮佛。在和她喝酒時，卡拉漢得知珍妮佛對於追求正義手法的重視。卡拉漢對此回應，「直到它違反了法律」。他透露，自己正在調查在舊金山遭謀殺的喬治·威爾伯恩（被珍妮佛殺害的第一名強暴男）。
當卡拉漢拜訪泰隆的家時，發現他已經死了。另一方面，認為泰隆已死的米克待在帕金斯的家中，兩人都在等待（珍妮佛）即將到來的襲擊。當卡拉漢前去拜訪他們時，他制服了和帕金斯起爭執的米克。在卡拉漢制服米克並帶他去警察局後，珍妮佛趁機現身殺死了帕金斯，因為帕金斯正是造成她和妹妹遭強暴的幫兇。此前，卡拉漢要警察局中的警員兼幫手班尼特幫忙查停在帕金斯家門口的車牌，並得知兇手應該是珍妮佛。之後，他和珍妮佛約見面，並到她的家中上了床。在離開時，他又查看車庫停著那輛車，已確認兇手就是珍妮佛。之後，他又回到那發現了帕金斯的屍體。與此同時，艾迪和卡爾保釋米克出獄。當賀拉斯抵達卡拉漢的旅館、打算和他一起慶祝脫離舊金山的緊張時，企圖埋伏卡拉漢的米克三人現身殺了賀拉斯。之後，米克三人又襲擊了卡拉漢，便讓他和史密斯威森M29左輪手槍掉落水中。
當珍妮佛抵達傑寧斯家，並打算殺死強暴犯之一的阿爾比。但她發現阿爾比在強暴她後因和自己的良心過不去而試圖透過車禍自殺，使自己造成永久性的腦損傷。傑寧斯局長承認，為了保護自己的聲譽和獨生子女，他將該案子封起來，且放走當年那群強暴犯。他說服珍妮佛放棄奪走阿爾比的性命，並承諾米克將會受到制裁。但此時，米克三人卻闖進來殺了局長並帶走珍妮佛。
卡拉漢回來後，發現了死去的賀拉斯和受傷的牛頭犬，而因此憤怒地拿出了.44自動麥格農手槍，打算前去米克復仇。米克三人將珍妮佛帶到了海灘旁的木板路下，意圖再次強暴她。但她逃到了旋轉木馬，和米克三人糾纏。當米克三人抓回她時，卻被死裡逃生的卡拉漢嚇了一跳。在殺了艾迪和卡爾後，卡拉漢追著挾持著珍妮佛的米克，米克則將珍妮佛帶到了大北斗星過山車的軌道上；卡拉漢則再次說出了自己的名言「來吧，讓我也高興高興」。當米克嘲笑卡拉漢時，珍妮佛自行掙脫，使卡拉漢趁機朝米克開槍；中槍的他從高處掉落並穿過旋轉木馬的玻璃屋頂，最後被獨角獸的角貫穿而死。
在警方到達後，班尼特向卡拉漢詢問米克這把.38柯爾特警探特裝型轉輪手槍（珍妮佛用的槍）的來歷；卡拉漢表示，彈道學已證明了「他的槍被用於所有的殺戮」，以幫珍妮佛撇清關係。最後，產生同情心的的卡拉漢和獲得平反的珍妮佛一起離開了犯罪現場。

## 演員
- 克林·伊斯威特飾演哈利·卡拉漢[5]：SFPD重案組督察（前期待在人事組），我行我素，外號「骯髒哈利」。
- 桑德拉·洛克（英语：Sondra Locke）[5]飾演珍妮佛·史賓瑟：知名畫家，過去為輪姦的受害者。
- 帕特·亨格爾[5]飾演萊斯特·傑寧斯局長：聖保羅警察局局長。
- 保羅·德雷克[5]飾演米克：強暴犯之一。
- 布萊德福特·迪爾曼（英语：Bradford Dillman）[5]飾演布利格斯上尉：SFPD重案組長官。
- 阿爾伯特·包普維爾（英语：Albert Popwell）[5][註 2]飾演賀拉斯·金：SFPD重案組督察。
- 奧德莉·J·尼南（英语：Audrie J. Neenan）[5]飾 雷·帕金斯：皮條客，強暴犯們的同夥。
- 麥可·嘉瑞（英语：Michael Currie (actor)）飾演唐納利中尉：聖保羅警察局局長。
- 馬克·基綸[5]飾演班尼特警員：聖保羅警察局警員。

## 製作
《撥雲見日》的劇本最初由查爾斯·B·皮爾斯和厄爾·E·史密斯為桑德拉·洛克主演的一部電影所寫，但後來該劇本透過喬瑟夫·史丁森而改寫成《骯髒哈利》的電影。主體拍攝於1983年春季開始進行。《撥雲見日》中的場景大多在加利福尼亞州舊金山和聖塔克魯茲拍攝。其中，克林·伊斯威特飾演的哈利·卡拉漢在市中心商業區追逐銀行劫匪的場景是在1989年洛馬普里塔地震發生前的地方；而在橡子咖啡館的搶劫一段是在漢堡島餐廳（Burger Island）取景，之後該店改成了麥當勞，而現在則是酒店的遺址，該地點位在舊金山第三區的角落。據估計，伊斯威特幫該片就賺了3000萬美元，其中包括電影利潤的60%，而剩下的40%則都是華納兄弟的。

## 發行
在美國，《撥雲見日》由華納兄弟發行，並定於1983年12月9日在美國上映；在此前，該片曾於紐約市進行首映。該片在德國並未於戲院上映，而是於2001年12月13日以DVD首映的方式發行。

## 反響

### 評價
《撥雲見日》獲得了褒貶不一的評價。爛番茄根據35條評論，持有57%的新鮮度，平均得分5.6／10；該網站共識：「《撥雲見日》提供了全部的火力-以及最持久的口號-使粉絲和《骯髒哈利》系列聯繫在一起，但這遠遠不是該系列中最好的電影。」。
影評人文森·坎比批評了該片，他說「劇本是荒謬的，且伊斯威特先生的方向很原始；這是令人驚訝的，因為他已經證明自己有能力拍出《西部執法者》和《魔鬼捕頭》這樣的電影。除此之外，電影從未牢牢抓住自己的連貫性。有時進行的動作場面可能相隔了幾個星期或幾個月。」相反地，《芝加哥太陽報》的羅傑·伊伯特所給的評價較為正面，儘管他指出該片是「不符邏輯」與「樣板的反派」，但他也稱讚它是「將《骯髒哈利》好的部分留著」，以及「受觀眾歡迎的好片」。

### 票房
在美國，《撥雲見日》於首週從1530間戲院中獲得了968萬美元的票房。該片在美國的總票房為6760萬美元，這也是五部《骯髒哈利》電影中最高的票房。

## 榮譽
《撥雲見日》儘管評價褒貶不一，但哈利·卡拉漢所說的「來吧，讓我也高興高興」卻成為了該系列最知名的一句宣傳語。美國總統隆納·雷根於1985年3月在發表的堅持否決提高稅收法案之演講中，就曾說出了「讓我也高興高興」一句。1986年，伊斯威特在競選加利福尼亞州卡梅爾市長時，也曾使用了「來吧，讓我成為市長」一句來作為保險槓貼紙上的標語。
2005年，哈利·卡拉漢所說的名言「來吧，讓我也高興高興」被美國電影學會排於AFI百年百大電影台詞中的第六位。

## 續集
續集兼系列的第五部《賭彩黑名單》於1988年推出，由巴迪·范宏恩執導，他先前曾在《緊急搜捕令》（1973年）中第二攝製組導演。

## 備註
1. ↑  一處位於加利福尼亞州聖塔克魯茲海邊小鎮的虛構地點。
2. ↑  該片為阿爾伯特·包普維爾最後一次出演的《骯髒哈利》電影[6]。

## 外部連結
- 互联网电影数据库（IMDb）上《撥雲見日》的资料（英文）
- AllMovie上《撥雲見日》的资料（英文）
- 豆瓣电影上《拨云见日》的資料 （简体中文）
- TCM电影资料库上《撥雲見日》的资料（英文）
- 美国电影学会目录上的《Sudden Impact》（英文）
- 爛番茄上《撥雲見日》的資料（英文）
- 豆瓣电影上《撥雲見日》的資料 （简体中文）